# Herrenhaus Ramelow
Das Herrenhaus Ramelow ist ein Ende des 19. Jahrhunderts erbautes Herrenhaus in Ramlewo, Woiwodschaft Westpommern. Das Schloss steht kunsthistorisch in Bezug zum benachbarten Schloss Roman. 
Namensgeber des Orts war Johannes Romelo (1267–1303), der im Ort ein Festes Haus erbauen ließ. Ab 1322 war das Dorf Lehen des Bistums Cammin an die von Blankenburg, die es jedoch im Streit dem Bistum zurückgeben mussten. Da die von Blenkenburg die zur Lösung des Streits vereinbarte Entschädigung nicht aufbringen konnten, kam das Dorf an die Adebahr, denen der Ort bis 1540 gehörte. Danach waren die von Blankenburg erneut Besitzer, im 18. Jahrhundert auch zeitweilig die von Schweder. Infolge der napoleonischen Besetzung ging das Gut nach Konkurs an einen Herrn Pophal. Ab 1854 war Wilhelm Flügge Eigentümer und teilte das Gut in Ober- und Niedergut auf. Im Niedergut wurde das heute erhaltene Herrenhaus im Stil des Neobarock erbaut, malerisch in einem Park mit Wiese und Teich gelegen. Vom Herrenhaus bis zur Straße, die vom Niederdorf ins Oberdorf führt, erstreckt sich heute der Wirtschaftshof mit verwahrlosten Gutsbauten.